# VinFast VF 3
VinFast VF 3 là dòng ô tô điện cỡ nhỏ được phát triển, giới thiệu năm vào 2023 và phân phối ra thị trường năm 2024 bởi công ty VinFast.

## Tên gọi
Tên gọi VinFast đã được Vingroup đăng ký bản quyền tại Cục Sở hữu trí tuệ (Việt Nam) với các ý nghĩa được giải thích như sau:
- VinFast viết tắt của các từ:[3]
  - Việt Nam
  - Phong cách (chữ F đại diện âm Ph)
  - An toàn
  - Sáng tạo
  - Tiên phong

## Thông số
- Dài x Rộng x Cao: 3.114 x 1.673 x 1.567 mm
- Thời gian tăng tốc 0-100 km/h: 12 s
- Quãng đường: 285 km - 237 km
- Lazang: 16-17 inch
- Số chỗ ngồi: 5
- Số cửa: 3
- Màn hình cảm ứng giải trí: 8 inch (Plus)

## Đón nhận
VF 3 mở bán và nhận đặt cọc từ 13/5/2024 và sau 66 giờ nhận được 27.649 đơn cọc. Ngày 1 tháng 8 năm 2024, VinFast bàn giao lô xe VF 3 đầu tiên cho khách hàng Việt Nam tại Vinhomes Riverside. Cả 3 mẫu VF 7, VF 3 và VF Wild được thiết kế bởi Gomotiv.

## Hình ảnh

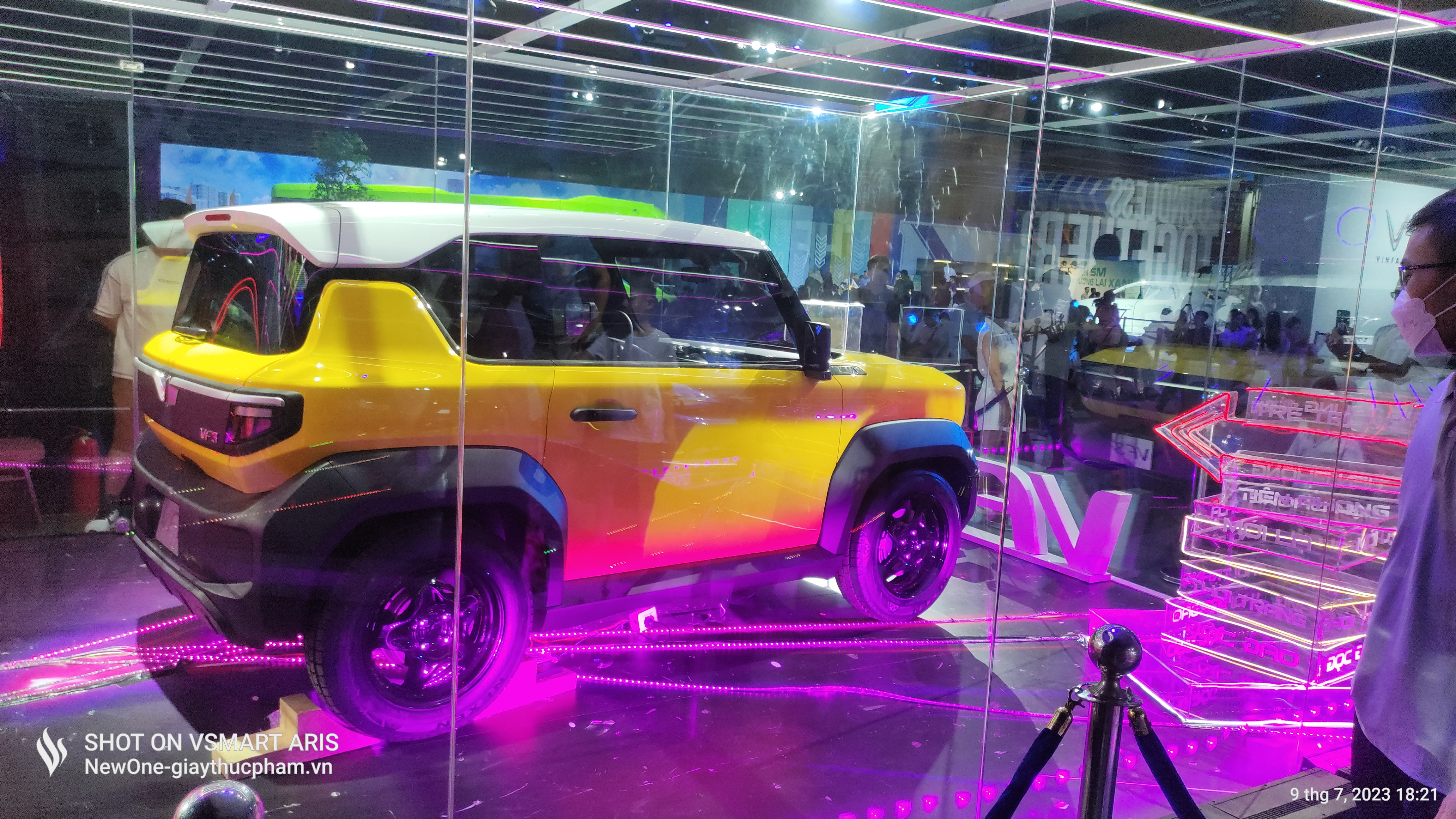
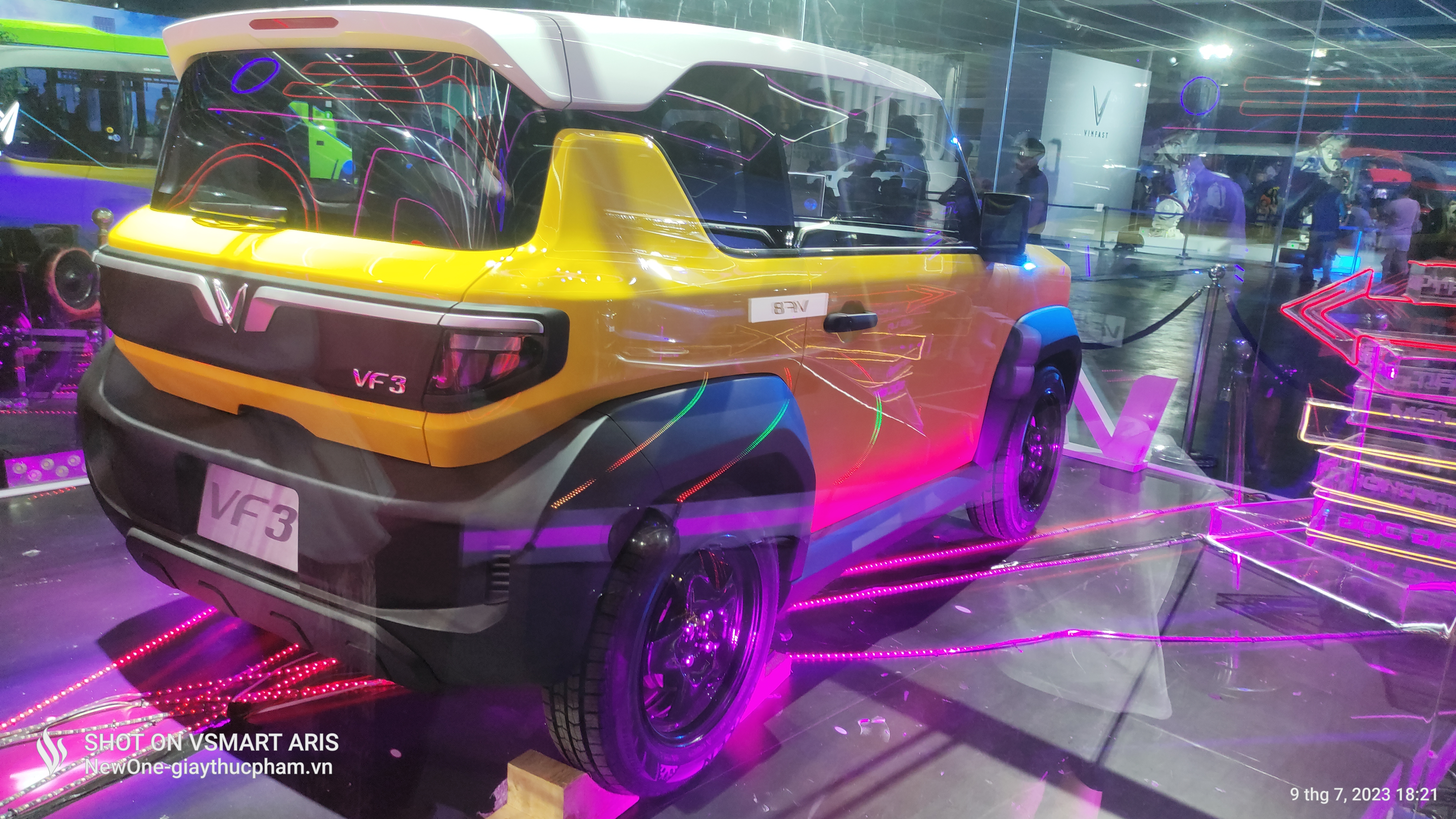
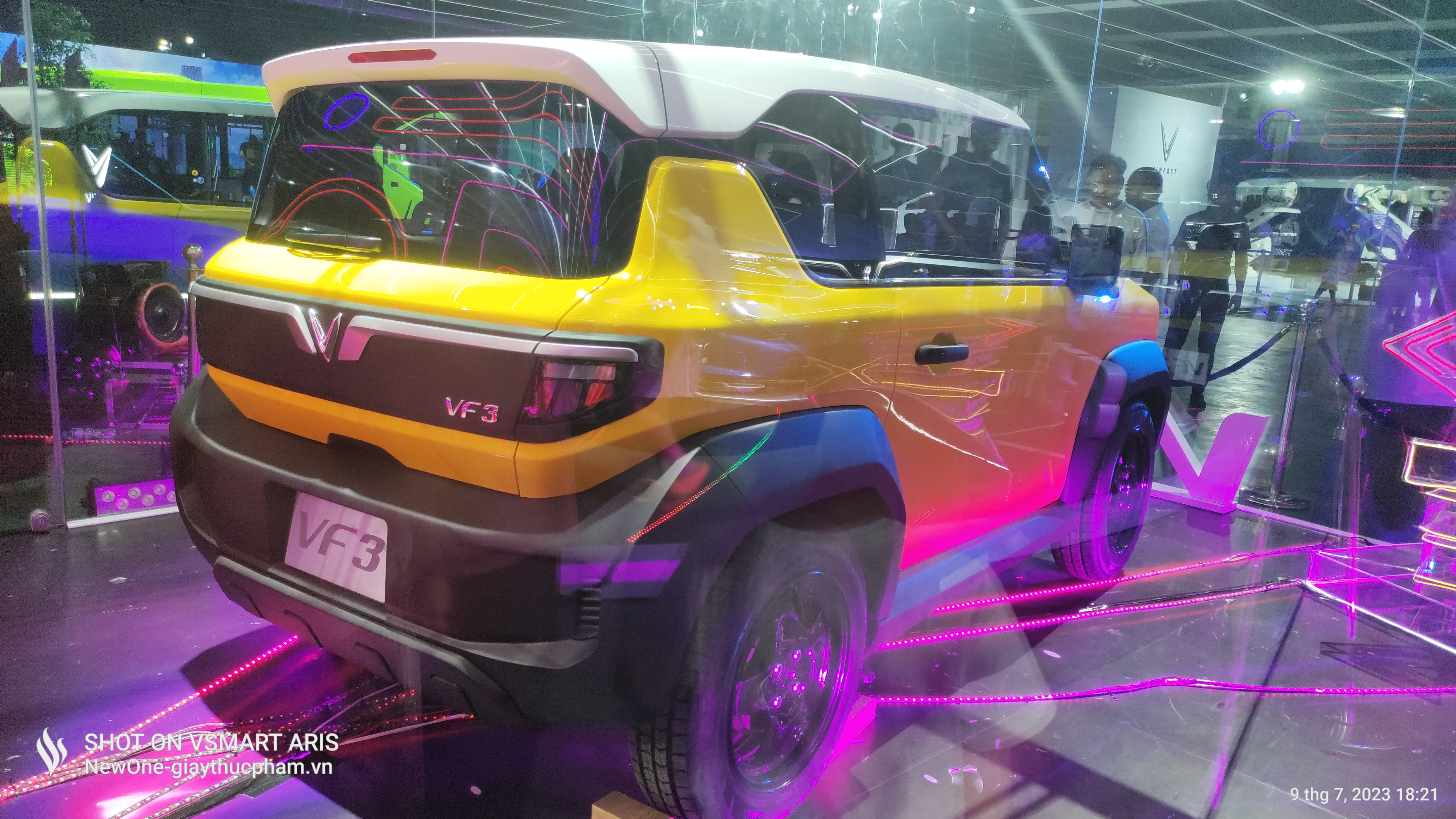
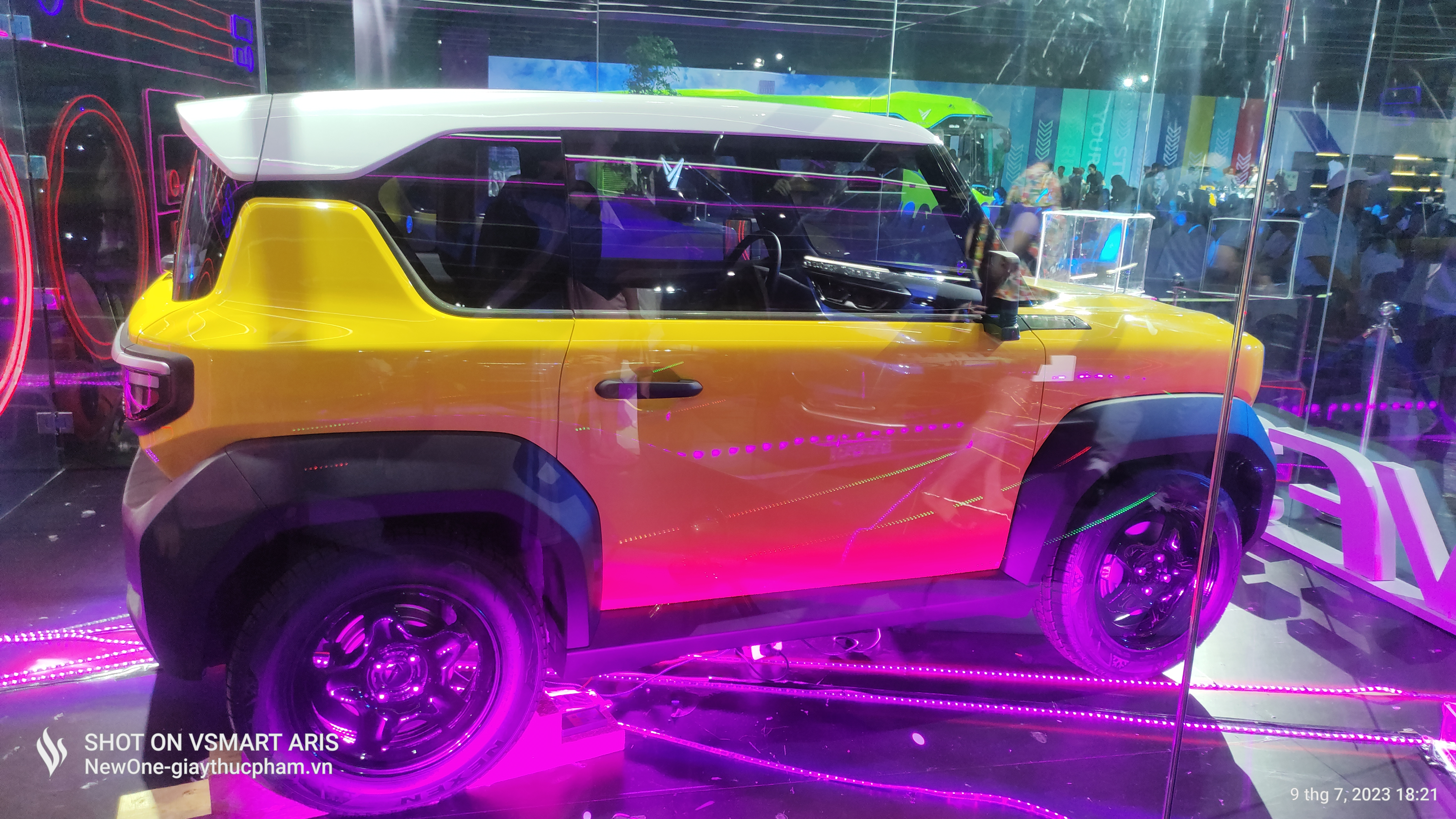
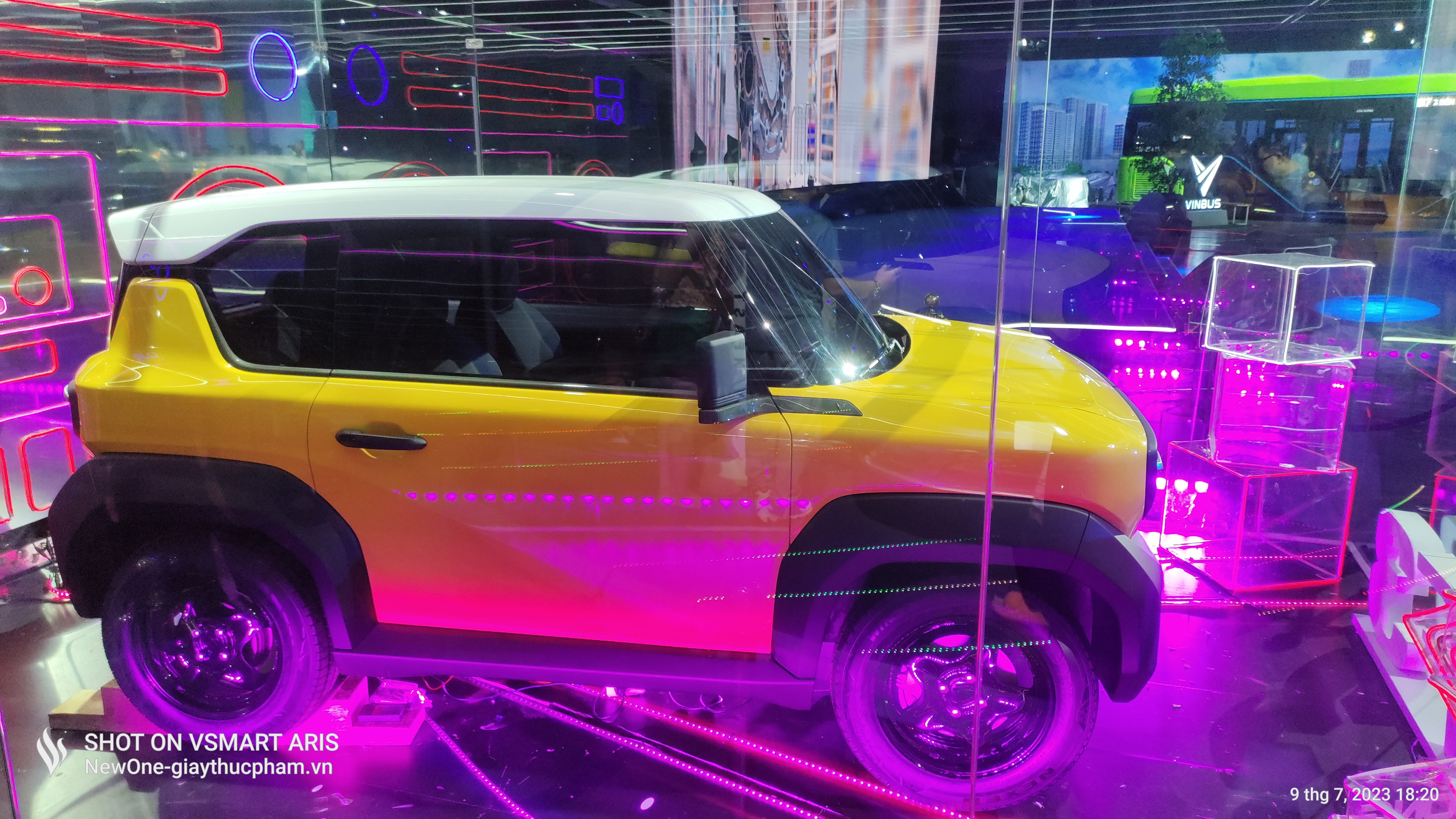
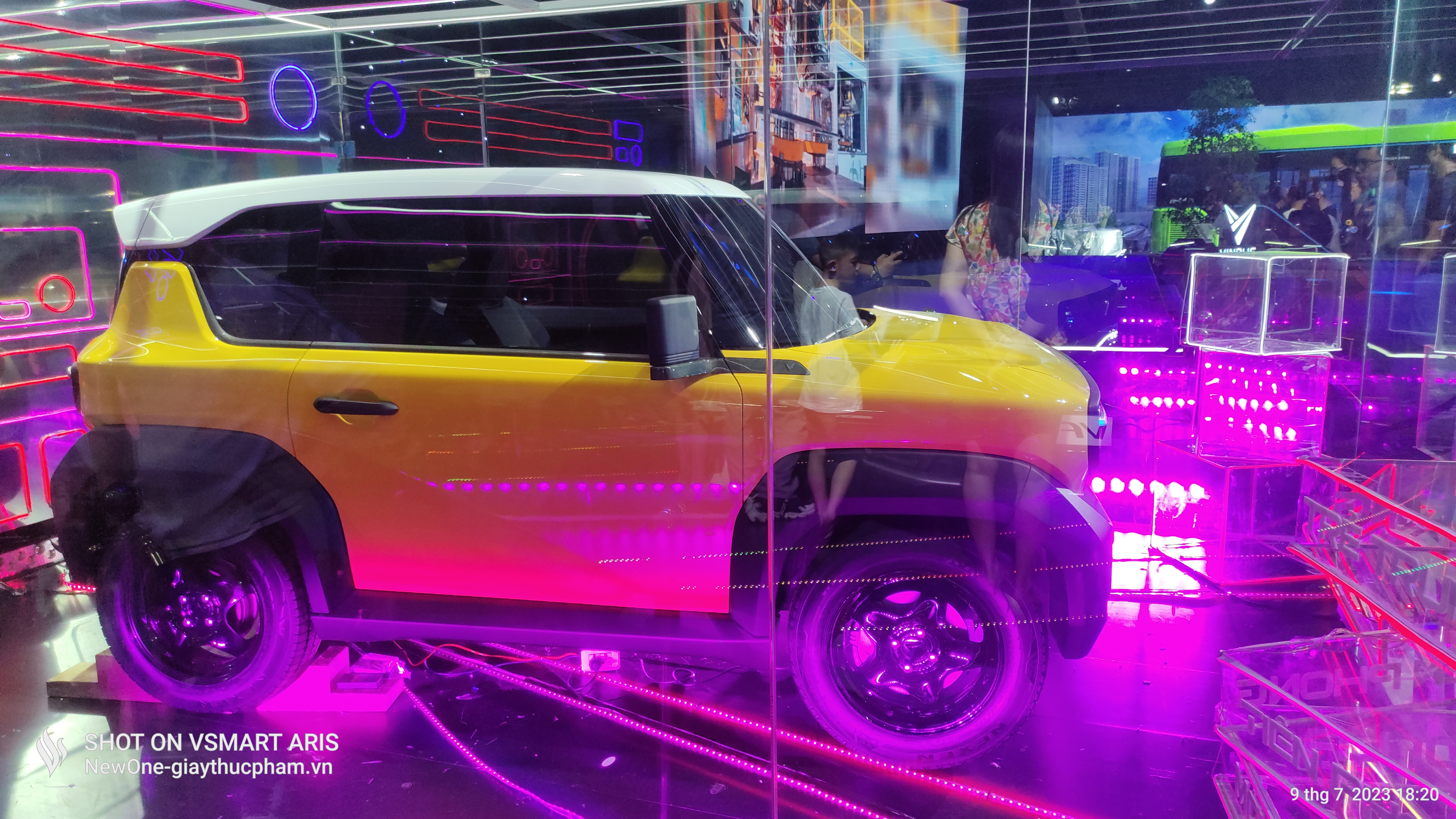
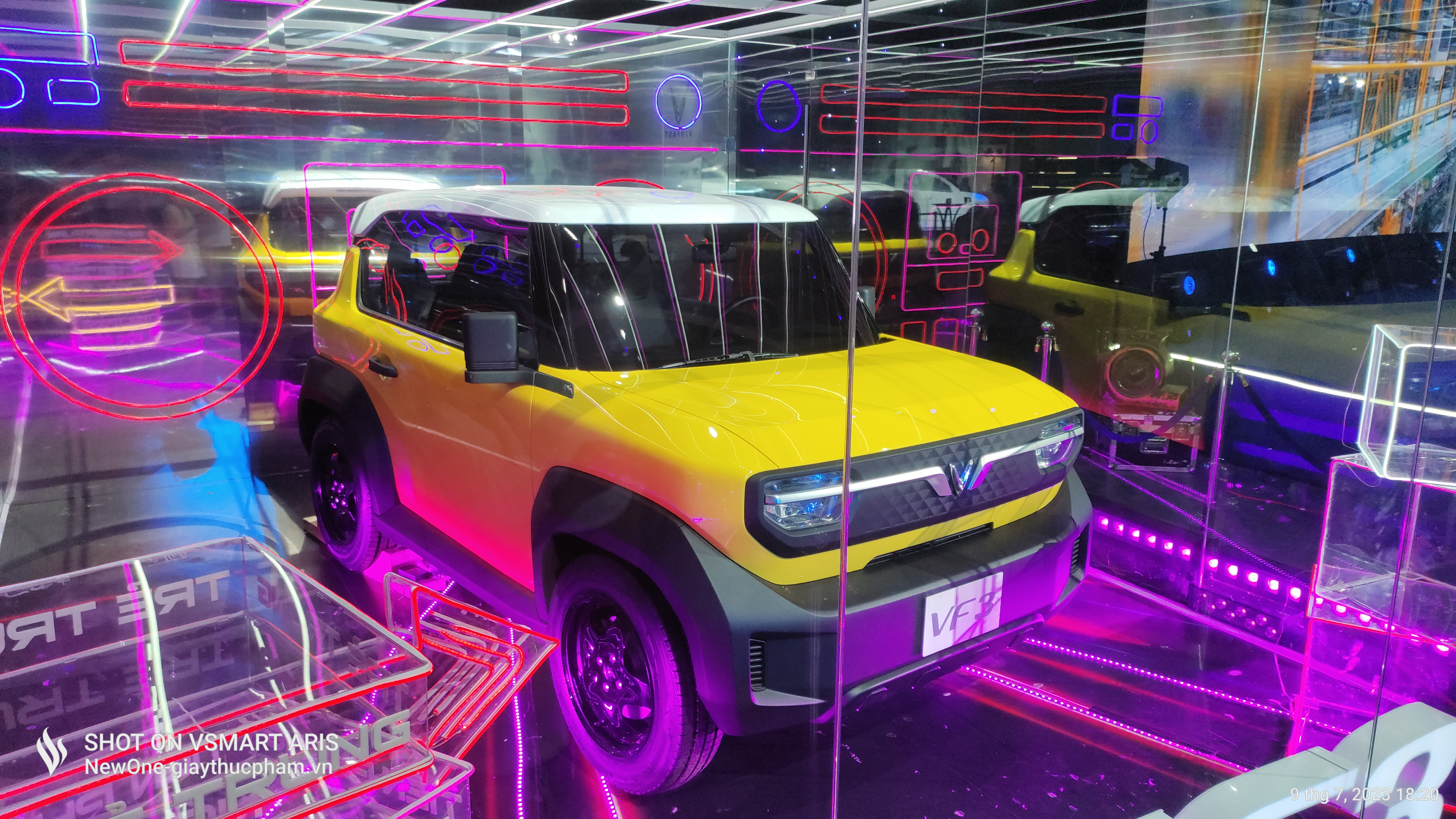
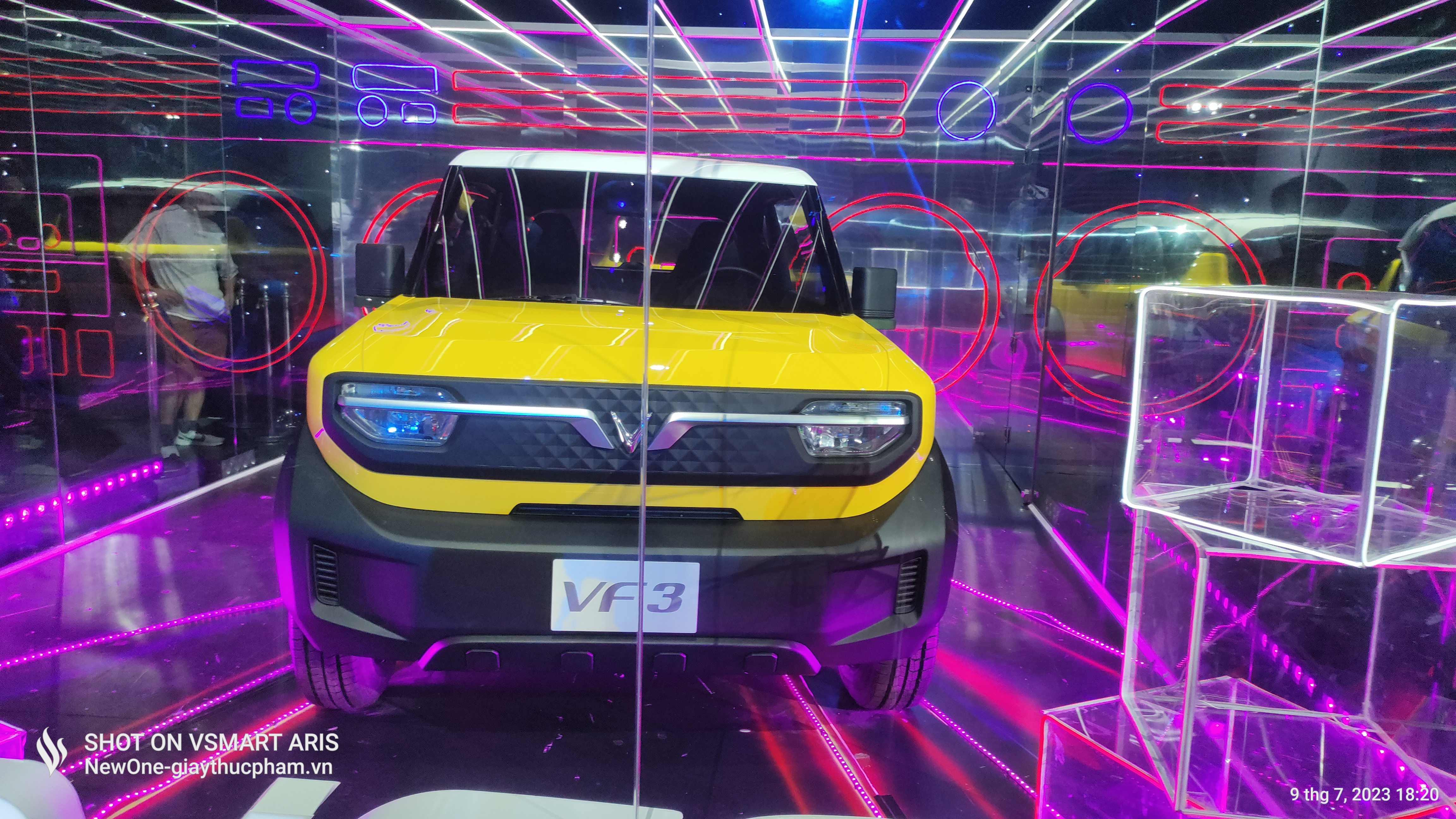
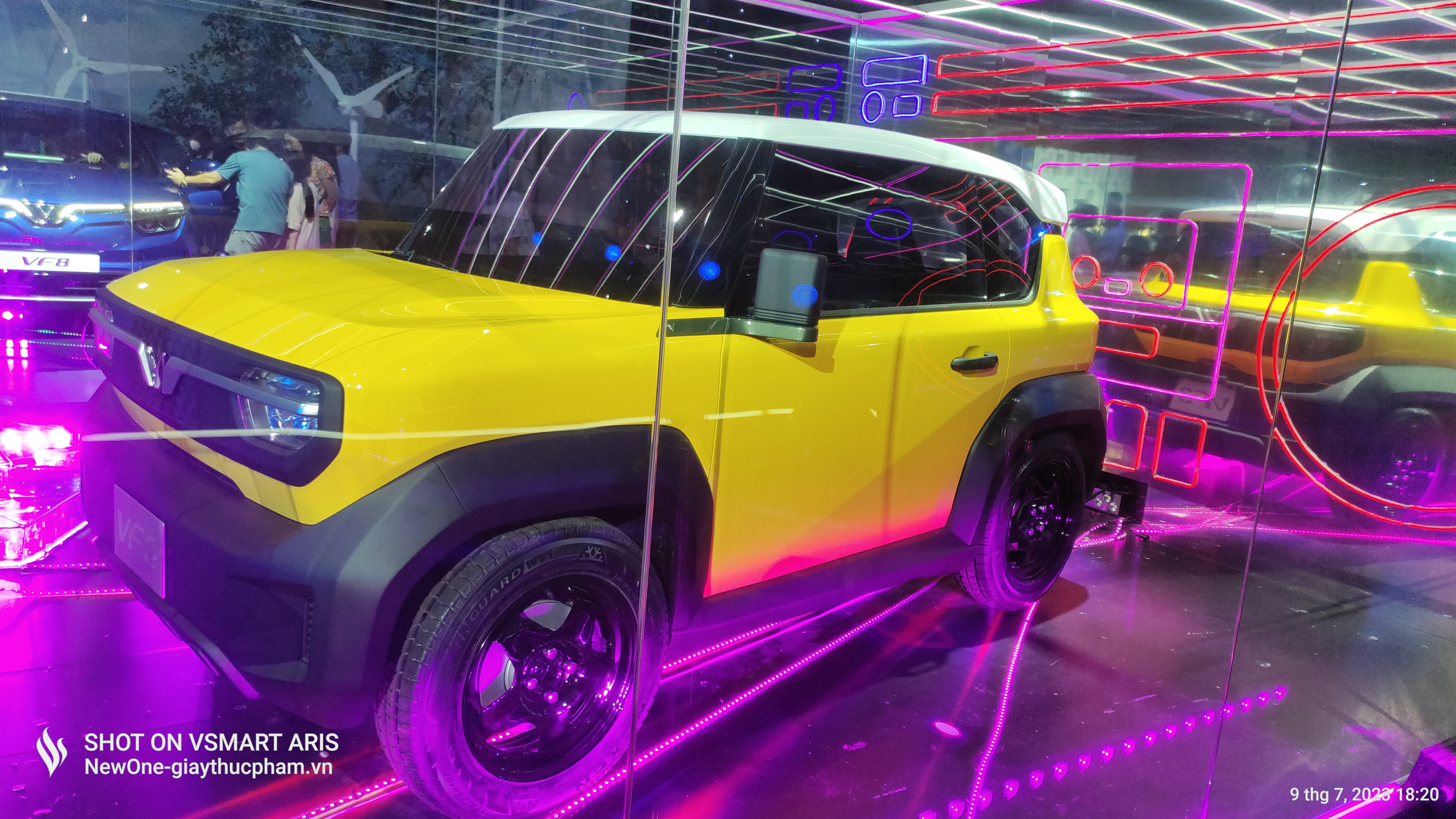
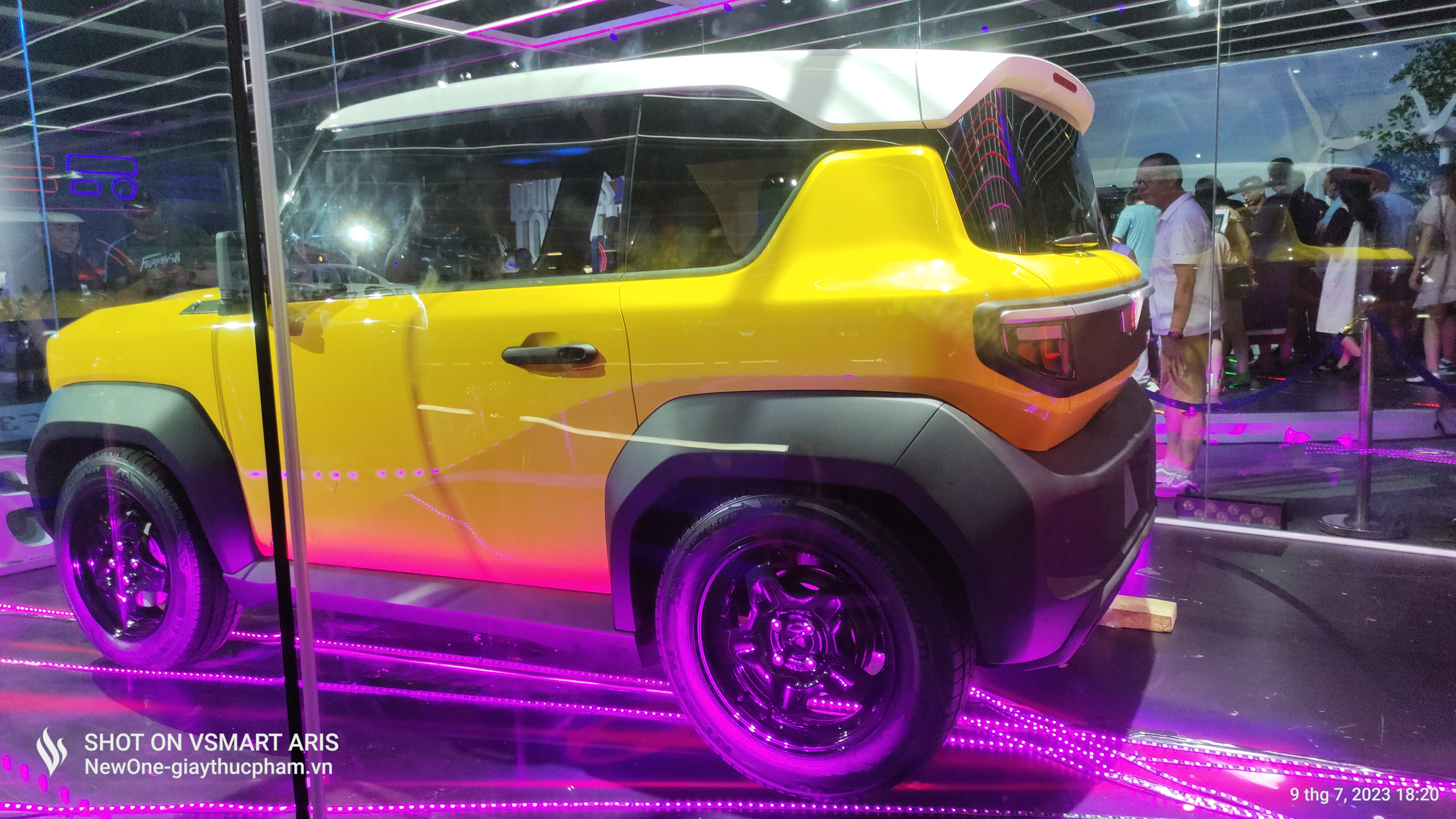
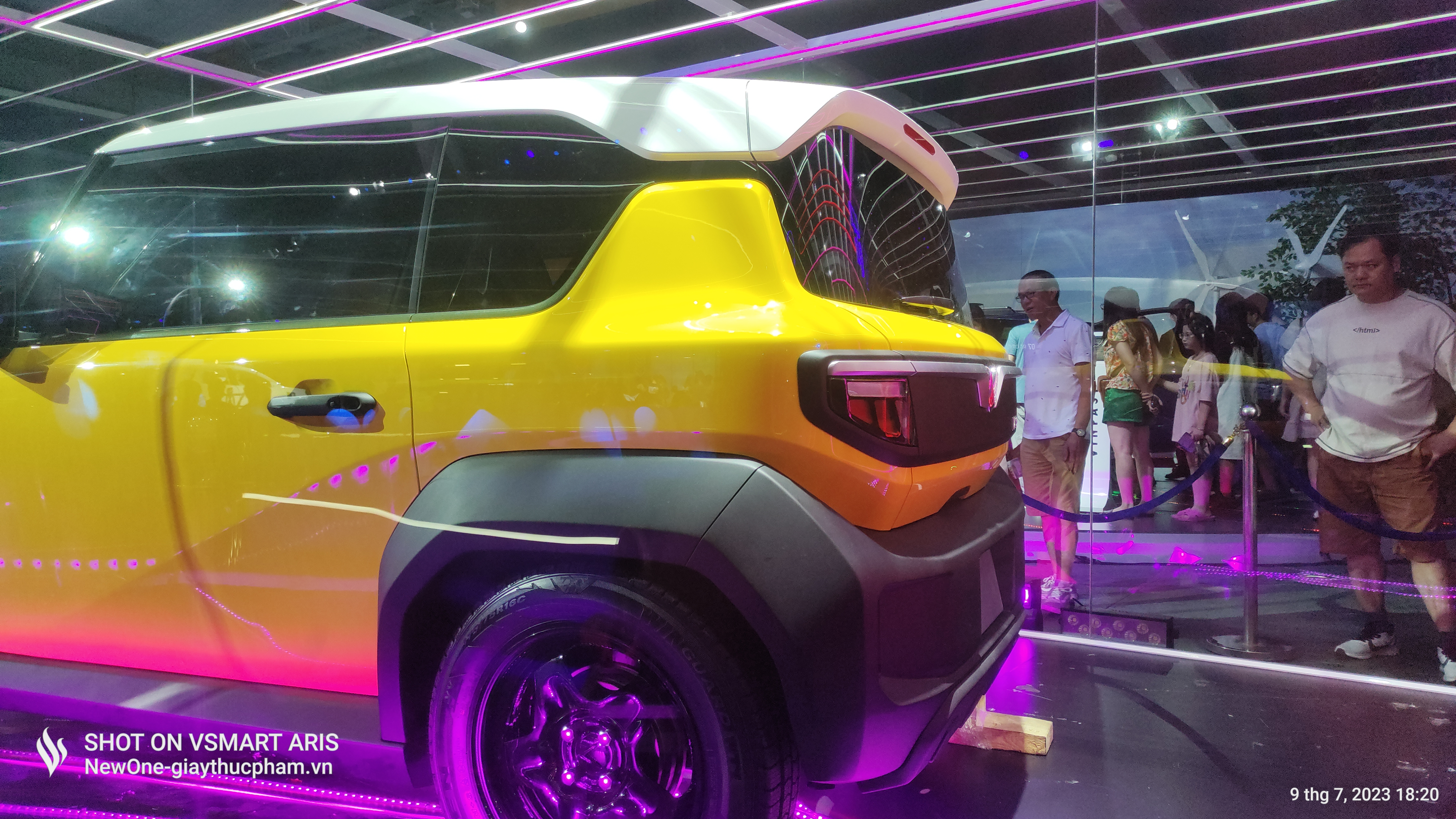
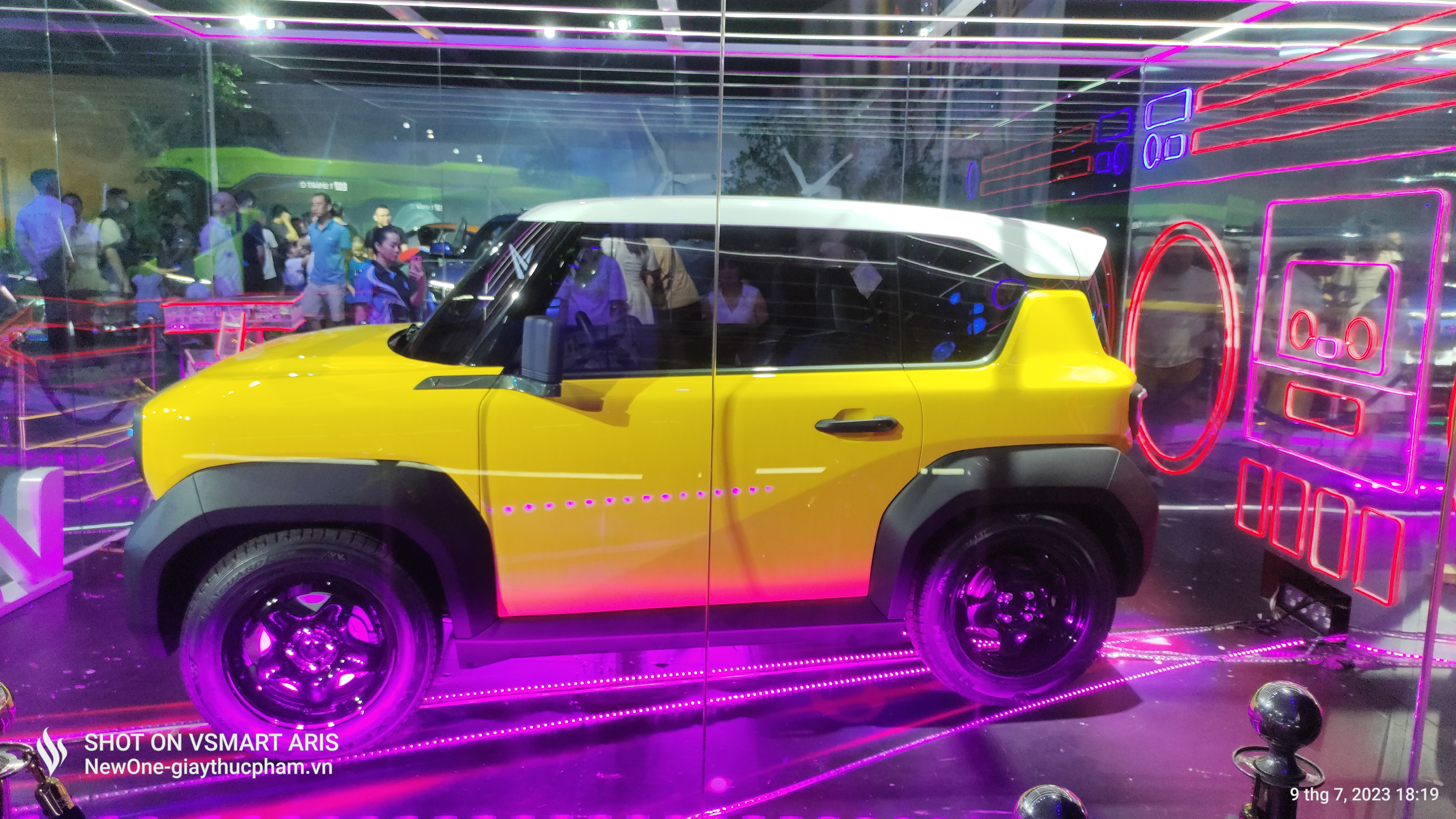
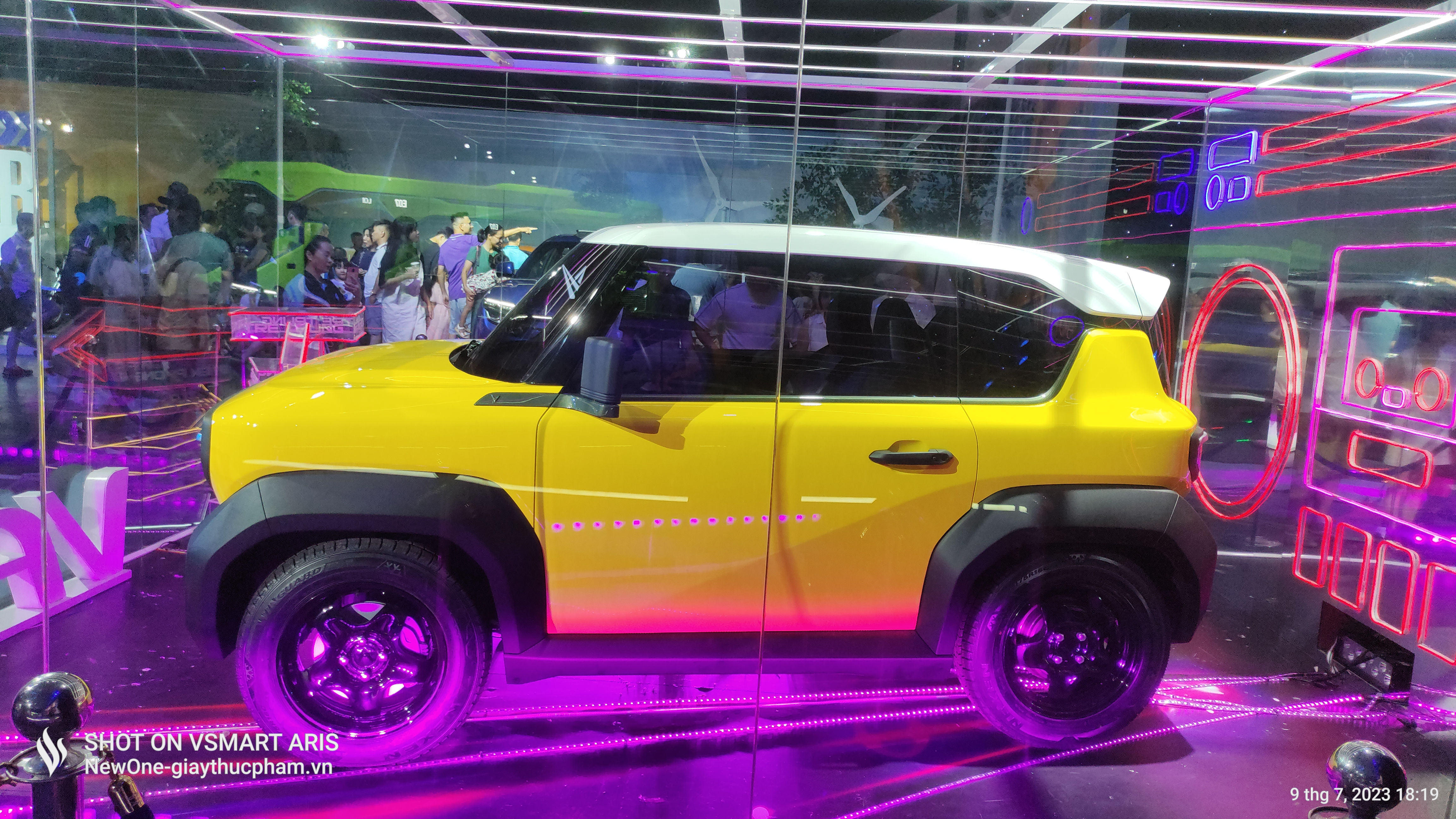